# Lampsilis perpasta
Lampsilis perpasta är en musselart som beskrevs av Lea. Lampsilis perpasta ingår i släktet Lampsilis och familjen målarmusslor. Inga underarter finns listade i Catalogue of Life.